# Israël Elsner
 (janvier 2021).
La mise en forme du texte ne suit pas les recommandations de Wikipédia : il faut le « wikifier ».
Les points d'amélioration suivants sont les cas les plus fréquents. Le détail des points à revoir est peut-être précisé sur la page de discussion.
- Les titres sont pré-formatés par le logiciel. Ils ne sont ni en capitales, ni en gras.
- Le texte ne doit pas être écrit en capitales (les noms de famille non plus), ni en gras, ni en italique, ni en « petit »…
- Le gras n'est utilisé que pour surligner le titre de l'article dans l'introduction, une seule fois.
- L'italique est rarement utilisé : mots en langue étrangère, titres d'œuvres, noms de bateaux, etc.
- Les citations ne sont pas en italique mais en corps de texte normal. Elles sont entourées par des guillemets français : « et ».
- Les listes à puces sont à éviter, des paragraphes rédigés étant largement préférés. Les tableaux sont à réserver à la présentation de données structurées (résultats, etc.).
- Les appels de note de bas de page (petits chiffres en exposant, introduits par l'outil «  Source ») sont à placer entre la fin de phrase et le point final[comme ça].
- Les liens internes (vers d'autres articles de Wikipédia) sont à choisir avec parcimonie. Créez des liens vers des articles approfondissant le sujet. Les termes génériques sans rapport avec le sujet sont à éviter, ainsi que les répétitions de liens vers un même terme.
- Les liens externes sont à placer uniquement dans une section « Liens externes », à la fin de l'article. Ces liens sont à choisir avec parcimonie suivant les règles définies. Si un lien sert de source à l'article, son insertion dans le texte est à faire par les notes de bas de page.
- La présentation des références doit suivre les conventions bibliographiques. Il est recommandé d'utiliser les modèles {{Ouvrage}}, {{Chapitre}}, {{Article}}, {{Lien web}} et/ou {{Bibliographie}}. Le mode d'édition visuel peut mettre en forme automatiquement les références.
- Insérer une infobox (cadre d'informations à droite) n'est pas obligatoire pour parachever la mise en page.

Pour une aide détaillée, merci de consulter Aide:Wikification.
Si vous pensez que ces points ont été résolus, vous pouvez retirer ce bandeau et améliorer la mise en forme d'un autre article.
Pour les articles homonymes, voir Elsner.
Israel Elsner (en hébreu : ישראל אלסנר), né le 31 août 1909 et mort le 1er décembre 1971, est un footballeur israélien qui joue comme gardien de but. Il travaille également comme officier de la ville de Tel Aviv.

## Biographie
Israël Elsner est né dans la ville de Dabrowa Bialostocka en Pologne le 31 août 1909 et aurait vécu la première partie de sa vie à Cracovie. Après la vingtaine, il est devenu gardien de football renommé, quoique assez éphémère.

### Débuts au football en tant que professionnel à Amiens
Israël Elsner joue en tant que professionnel durant la saison 1933-1934 de l'Amiens AC.
Pour la saison 1934-1935 de l'Amiens AC, il est indiqué comme "désimpliqué par les préparations de son mariage avec une amiénoise" et est remplacé par l'international André Tassin.

### Arrivée en Israël
En avril 1935, Elsner arrive en Israël dans le cadre des Maccabiades (en) (2 au 10 avril) avec la délégation polonaise. Son équipe termine quatrième du tournoi de football des Maccabiades de 1935 (en) et gagne la sympathie des supporters. Tous ses coéquipiers rentrent en Pologne et seront victimes de la Shoah. Il décide de rester en Israël.
Il joue alors pour Maccabi Tel Aviv en tant que gardien de but. Le 7 décembre 1935, Elsner fait ses débuts officiels sous le maillot du Maccabi, au premier tour de la ligue nationale contre l'Hapoël Tel-Aviv, le match s'est terminé sur le score nul de zéro à zéro.

### Confirmation en tant que professionnel

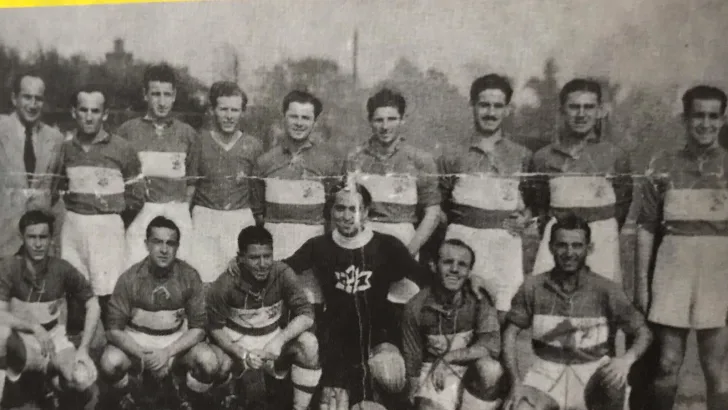
Maccabi Tel Aviv aux États-Unis, Elsner est peut-être le gardien en noir au centre de l'image

En août 1936, Elsner participe au voyage du Maccabi Tel Aviv aux États-Unis. Il jouera, sur le trajet pour New York, à nouveau en France contre le Racing Club de Paris (contre lequel son équipe s'inclinera 2-0). C'est à cette occasion, une fois à New-York, que le gardien de but aurait fait l'un des plus grands matchs de sa carrière contre Allstars New York sans concéder un seul but.
Dans une interview avec le journal Sports News en 1957, Elsner a affirmé que le Maccabi Tel Aviv avec l'entraîneur Egon Polak était la meilleure équipe que le club ait jamais constituée : Pantz, Jerry Beit Halevi, Perry Neufeld, Friedrich Donnenfeld, Hess, Gaul Machlis, etc. "Nous avons joué dans un système distinctement viennois, comme les Viennois eux-mêmes. Bien que nous ayons été courts. La presse locale a affirmé que notre jeu surpassait celui de l'équipe d'Écosse apparue à New York peu de temps avant nous.". Le 11 octobre 1936, lors du match entre le Maccabi Tel Aviv et l'équipe de Brooklyn (entraînée par l'une des stars de Vienne, Arno Schwartz), alors que le score était de 0-0, Elsner est blessé et remplacé par le gardien Joseph (Joe) Sidi. Le match s'est d'ailleurs terminé par une victoire sur le score de 0 à 1 pour le Maccabi avec un but décisif de Gaul Machlis à la 88e minute du match .

### Une sélection nationale contre la Grèce en éliminatoire de la Coupe du Monde de 1938
En 1938, Elsner a été appelé dans l'équipe nationale d'Eretz Israël et a joué contre la Grèce lors des éliminatoires de la Coupe du monde de football 1938. À partir de 1939, Yosef (Joe) Sidi (qui était le deuxième gardien de but à jouer pour le Maccabi et en concurrence pour la titularisation avec Elsner) est devenu le gardien principal du Maccabi Tel Aviv, apparemment après sa prestation dans les buts lors du voyage de Maccabi en Australie en 1939. Après le voyage des Maccabi en Australie (quand Elsner ne s'est pas joint au voyage), l'entraîneur Egon Polak est resté en Australie remplacé par un nouvel entraîneur nommé Armin Weiss (un joueur qui venant de Vienne). Ce nouvel entraîneur a donné à Elsner une nouvelle chance en commençant le championnat en 1940, mais finalement Sidi a ouvert la plupart des matchs et des finales.

### Fin d'une carrière de joueur
Vers la saison 1941-1942, Egon Polak est revenu en Israël et est retourné entraîner le Maccabi. Au début de la saison, Polak a recruté le gardien britannique John Winter titulaire de la plupart des matchs cette saison ce qui, sans doute, sonna l'heure de la retraite pour Elsner.
Après avoir pris sa retraite du jeu actif, Elsner a été arbitre de football et a même été membre de la direction du Maccabi Tel Aviv dans le football dans les années 1940. En 1947, il devient entraîneur au Maccabi Ramat Gan